# Chancroide
El chancroide o chancro blando es una infección de transmisión sexual (ITS) causada por una bacteria gram negativa llamada Haemophilus ducreyi. Se manifiesta frecuentemente a modo de úlcera genital simulando un chancro de carácter sifilítico. Se diferencia de este por ser doloroso, de aspecto antihigiénico y desagradable.
La enfermedad se encuentra principalmente en las naciones en vías de desarrollo.
Los hombres no circuncidados tienen un riesgo mayor de contraer el chancroide de una pareja infectada. Por otra parte, el chancroide es un factor de riesgo para contraer el virus de la inmunodeficiencia humana, (VIH) causante del SIDA.

## Transmisión
El chancroide se transmite de dos maneras:
- La transmisión sexual a través del contacto piel a piel con una herida abierta
- La transmisión por medio de autoinoculación cuando se hace contacto con el líquido como pus de la úlcera

Una persona es considerada infecciosa (capaz de transmitir la bacteria a otras personas) cuando las úlceras o llagas están presentes. Esto significa que siempre que hay úlceras chancroide en el cuerpo, la persona puede transmitir la infección. No ha habido ninguna enfermedad en lactantes nacidos de mujeres con chancroide activo en el momento del parto.

## Cuadro clínico
Después de un período de incubación de un día a dos semanas, el chancroide o chancro comienza con una pequeña hinchazón que se torna en una úlcera después de un día de aparición. La úlcera característicamente:
- Tiene un rango dramático de tamaño entre 3 a 50 mm (1/8 a 2 pulgadas).
- Tiene bordes irregulares y bordes mellados.
- Tiene una base cubierta con material gris amarillento.

## Síntomas
Los síntomas pueden variar dependiendo del sexo:
- En hombres, los más comunes suelen ser una pequeña protuberancia roja en los genitales.
- En las mujeres, mayormente protuberancia roja se puede encontrar en los labios, entre los labios o el ano o en los muslos.[3]

Esta protuberancia puede llegar a supurar una substancia fétida.

## Diagnóstico
El diagnóstico de un probable chancroide, incluye los siguientes criterios:
- Presencia de una o más úlceras genitales. La combinación de una úlcera dolorosa con una adenopatía sensible es sugestiva de chancroide, la presencia de adenopatía supurativa es casi patognomónico.
- Ausencia de evidencias de Treponema pallidum, indicado por examen de campo-oscuro de la úlcera o por examen serológico para el Sífilis, realizada al menos 7 días después de la aparición de la úlcera.
- La presentación clínica no es típica de la enfermedad herpes genital (Virus del herpes simple), o un resultado negativo en un cultivo del VIh

Aproximadamente la mitad de los hombres infectados presentan una sola úlcera. Las mujeres infectadas, por lo general tienen cuatro o más úlceras con menos sintomatología. Las úlceras aparecen en lugares específicos, con especial frecuencia en hombres no circuncidados o en los labios menores femeninos.
Su tratamiento es de carácter antibiótico.

## Tratamiento
Se recomienda el tratamiento con eritromicina, 500 mg v.o. cada 24 h durante 5 días, ceftriaxona, 250 mg i.m. una vez, azitromicina, 1 g v.o. una vez, o ciprofloxacina, 500 mg v.o. 2/d durante 3 d. Los bubones se deben aspirar, pero no ser succionados. Los contactos sexuales deben ser examinados y se deben hacer las pruebas para detectar VIH y otras ITS. El tratamiento, sobre todo las pautas con una sola dosis, puede ser menos efectivo en presencia de una coinfección por VIH.